# Miranda Galina Wilson
Miranda Galina Wilson
(* 6. April 2000 in Stuttgart)
ist eine deutsche Badmintonspielerin. Sie tritt für die SG Schorndorf in der 1. Badminton-Bundesliga an und ist deutsche Nationalspielerin.

## Karriere
Wilson begann mit acht Jahren mit dem Badminton-Sport beim MTV Stuttgart. 2009 wechselte sie zur SG Schorndorf, für die sie bereits mit 14 Jahren in der ersten Mannschaft in der Regionalliga zum Einsatz kam und 2015 in die 2. Badminton-Bundesliga aufstieg. Seit 2016 trainiert sie am DBV-Bundesstützpunkt Mülheim an der Ruhr.
Von 2019 bis 2022 trat sie für den 1. BC Wipperfeld in der 1. Bundesliga an und gewann die Deutsche Mannschaftsmeisterschaft 2022. Zur Saison 2022/23 wechselte sie zurück zur SG Schorndorf, für die sie seither in der 1. Badminton-Bundesliga spielt.
Bei den Mannschaftseuropameisterschaften 2020 in Liévin kam Wilson erstmals in der Nationalmannschaft zum Einsatz und trug zum Gewinn der Silbermedaille bei.

## Erfolge
- 2. Platz, Mannschaftseuropameisterschaft 2020
- 1. Platz, Deutsche Mannschaftsmeisterschaft 2022 (mit dem 1. BC Wipperfeld)
- 3. Platz, Deutsche Meisterschaft 2022 im Einzel
- 3. Platz, Deutsche Meisterschaft 2023 im Einzel
- 2. Platz, Deutsche Meisterschaft 2025 im Einzel
- 1. Platz, YONEX Bonn International 2025 im Einzel

## Privates und außersportliche Aktivitäten
Wilson entstammt einer deutsch-australischen Familie. Sie war von 2018 bis 2022 Mitglied der Sportfördergruppe der Bundeswehr und studiert Ernährungswissenschaften.
Wilson engagiert sich für Klimaschutz und Nachhaltigkeit im Badminton-Sport. Gemeinsam mit Kai Schäfer und Anne Portscheller initiierte sie 2021 das Klimaschutzprojekt BadmintONEarth. Dieses umfasst ein Projekt zur Müllvermeidung und dem Recycling von Schlägern, Saiten und Ballrollendeckeln sowie ein Aufforstungsprojekt in der Demokratischen Republik Kongo.
BadmintONEarth wurde im Herbst 2023 für den Deutschen Nachhaltigkeitspreis Sport nominiert und zählte zu den drei Finalisten.
Wilson und Schäfer sind im Badmintonverband als Präsidiumsbeauftragte für Nachhaltigkeit und Klimaschutz tätig.